# Caca boudin
Pour les articles homonymes, voir Caca.
Caca boudin est une expression enfantine française assez récente (vers 1970) qui se rapporte peut-être au stade anal des enfants, mais qui est pleinement passée dans l'usage, même chez les adultes.

## Emplois et significations
L'expression exprime chez l'enfant des sentiments divers, souvent l'affirmation de soi et de sa propre liberté, parfois le mépris, le dépit ou la colère. Elle peut par exemple désigner quelque chose, voire quelqu'un, dont l'aspect, l'odeur ou le goût est désagréable.
L'expression semble désigner peu souvent les excréments eux-mêmes, mais elle connaît un emploi adjectival dans des phrases du type « C'est caca boudin ! » Le mot composé ainsi formé est aussi épicène qu'invariable.
On ne peut la considérer sous le seul angle de la vulgarité : au contraire, celle-ci s'en trouve notablement atténuée par rapport à des expressions courantes se rapportant aux excréments, en usage dès les origines du français, ou en regard d'expressions du genre « Mince ! », que l'on se plaît souvent à considérer comme des substituts distingués.
Pour Marcel Rufo, pédopsychiatre français, l'expression est une transgression associant la crainte de la séparation (« caca » symbolisant la relation fusionnelle avec la mère et la peur de la sociabilité) et le jeu (« boudin » véhiculant le sexe et les ballons gonflés éclatant comme un pet).
Cette expression est quasi inexistante au Québec[réf. souhaitée].

## Dans la culture populaire

### Télévision
- Cabou Cadin (contrepèterie de « Caca Boudin »), une série française d'émissions de télévision diffusée sur Canal + au milieu des années 1980, montrant bien qu'elle s'adressait à un jeune public sachant affirmer son indépendance et son identité.[réf. nécessaire]

### Musique
- Caca boudin, une chanson de Bouskidou tirée de l'album Pas facile de rester tranquille.
- Caca boudin oh!, une chanson de Pavelín Núñez, musicien Hondurien[pertinence contestée].

### Littérature
- Caca boudin est un livre pour enfants écrit et dessiné par Stéphanie Blake.